# Oscar Wästfelt
Oscar Alfred Wästfelt, född den 20 maj 1849 i Trosa, död den 18 januari 1908 i Stockholm, var en svensk militär. Han tillhörde adelsätten Wästfelt och var son Fritz Wästfelt och farbror till Axel Wästfelt.
Wästfelt blev underlöjtnant vid Andra livgardet 1869, löjtnant där 1874, kapten där 1883, major där 1891 och överstelöjtnant 1896. Han var överste och chef för Skaraborgs regemente 1898–1906. Wästfelt blev riddare av Svärdsorden 1890, kommendör av andra klassen av samma orden 1902 och kommendör av första klassen 1906. Han vilar på Norra begravningsplatsen utanför Stockholm.